# Louis de Sacy
Louis-Silvestre de Sacy (París, 1654-ibídem, 26 de octubre de 1727) fue un abogado y hombre de letras francés. Fue miembro de la Academia Francesa en la que ocupó el asiento número 2 en el que antecedió a Montesquieu.

## Datos biográficos
Abogado que frecuentó el salón de Madame de Lambert quien tuvo un trato deferente hacia él. Tradujo las Cartas de Plinio el Joven y esa obra le hizo entrar en la Academia Francesa en la que reemplazó a  Toussaint Rose y en la que fue recibido oficialmente por Charles Perrault. Respondió a los discursos de recepción del Jacques-Louis de Valon, marqués de Mimeure, y de Nicolas-Hubert Mongault, el abad  Montgault. Fue de los cuatro académicos que pidieron explicaciones de Charles-Irénée Castel de Saint-Pierre, el abad de Saint-Pierre, antes de pronunciarse a favor de su exclusión de la Academia.

## Obra
- Traité de l’amitié (1701)
- Traité de la gloire (1715)
- Recueil de mémoires et factums et harangues de M. de Sacy (2 volumes, 1724)
- Lettres de Pline le Jeune (1699)
- Panégyrique de Trajan (1709)